# 馬坪線
馬坪線（マピョンせん）は、朝鮮民主主義人民共和国平安北道泰川郡にある延中駅から馬坪駅までを結ぶ鉄道路線である。

## 路線データ
- 路線距離：延中～馬坪間?km
- 駅数：3（両端駅を含む）
- 軌間：1435mm
- 電化区間：なし
- 複線区間：なし

## 駅一覧
- 駅所在地は全線平安北道泰川郡内。

| 駅名   | 駅名   | 駅名    | 駅間キロ (km) | 累計キロ (km) | 接続路線                 |
| 日本語 | 朝鮮語 | 英語    | 駅間キロ (km) | 累計キロ (km) | 接続路線                 |
| ------ | ------ | ------- | ------------- | ------------- | ------------------------ |
| 延中駅 | 연중역 | Yonjung | 0.0           | 0.0           | 北朝鮮鉄道省：青年八院線 |
| 萱花駅 | 훤화역 | Hwonhwa |               |               |                          |
| 馬坪駅 | 마평역 | Mapyong |               |               |                          |

## 参考資料
- 国分隼人（2007年）. 『将軍様の鉄道 北朝鮮鉄道事情』, 新潮社. ISBN 9784103037316